# مونموریون
مونموریون (به فرانسوی: Montmorillon) یک کمون (فرانسه) در فرانسه است که در canton of Montmorillon واقع شده‌است.
مونموریون ۵۷ کیلومتر مربع مساحت و ۶٬۱۵۵ نفر جمعیت دارد و ۱۰۵ متر بالاتر از سطح دریا واقع شده‌است.

## خواهرخوانده
شهرهای وادرن، مدینا دل کامپو، گمینا گوشچینو خواهرخوانده‌های مونموریون هستند.